# Daniel Daemen
Daniel Daemen (* 1977) ist ein belgischer Jazzmusiker (Altsaxophon, Sopransaxophon, auch Klarinette, Komposition).

## Leben und Wirken
Daemen lernte von seinem Vater die Grundlagen des Saxophonspiels. Mit neun Jahre begann er als Sopransaxophonist in der Marschkapelle in seinem Heimatort Kanne. Er erhielt seine weitere Ausbildung in einer Musikschule und spielte klassische Musik auf dem Altsaxophon. Er trat als Gastsolist mit verschiedenen Bands auf und gewann den ersten Preis als Solist bei einem nationalen Wettbewerb. Nach Abschluss seiner Ausbildung zum Holzgraveur arbeitete er in einem Musikgeschäft als Mechaniker für Holzblasinstrumente. Er spielte nun in einer semiprofessionellen Bigband neben vielen Jazzstudenten. Dort lernte er Carlo Nardozza kennen, der ihn bei der Vorbereitung auf die Aufnahmeprüfung des Maastrichter Konservatoriums unterstützte und dessen Band er beitrat.
Mit 22 Jahren begann Daemen sein Jazzstudium am Conservatorium Maastricht, zunächst bei Toon Roos, dann bei Claudius Valk. Als Mitglied verschiedener Jazzcombos und Bigbands und mit Musikern wie Gerald Cannon, Bert Joris und John Engels trat er bei Jazzfestivals und in Spielstätten in Belgien, den Niederlanden (auch beim North Sea Jazz Festival), Deutschland, Frankreich, Luxemburg, der Schweiz und den Vereinigten Staaten auf, als Gastsolist auch mit dem Jazzorchester des Concertgebouw in Amsterdam. Er spielte auch in Radiosendungen wie TROS Sesjun und TROS muziekcafé. Mit dem Carlo Nardozza Quintet gewann er die Young Talent Competition 2005 des Blue Note Festival in Gent und war an dessen Alben Making Choices (2006), Rubber Dug (2007)  und Winterslag (2008) beteiligt. Mit seinem eigenen Quartett, zu dem Lucas Leidinger, Matthias Akeo Nowak und Etienne Nillesen gehörten, veröffentlichte er 2012 bei RailNote Records das Album Limited Impossibilities. Mit dem Quartett Dada Bölüm nahm er 2017 das Album Pre Sentiment auf. Mit Lucas Leidinger entstand das Duoalbum Dialogues, das 2018 bei Leo Records erschien. Er war auch mit dem Mo'Jones Orchestra, der Sonic Blast Big Band und Jimmy Kellys Street Orchestra aktiv.